# Astoria (Queens)

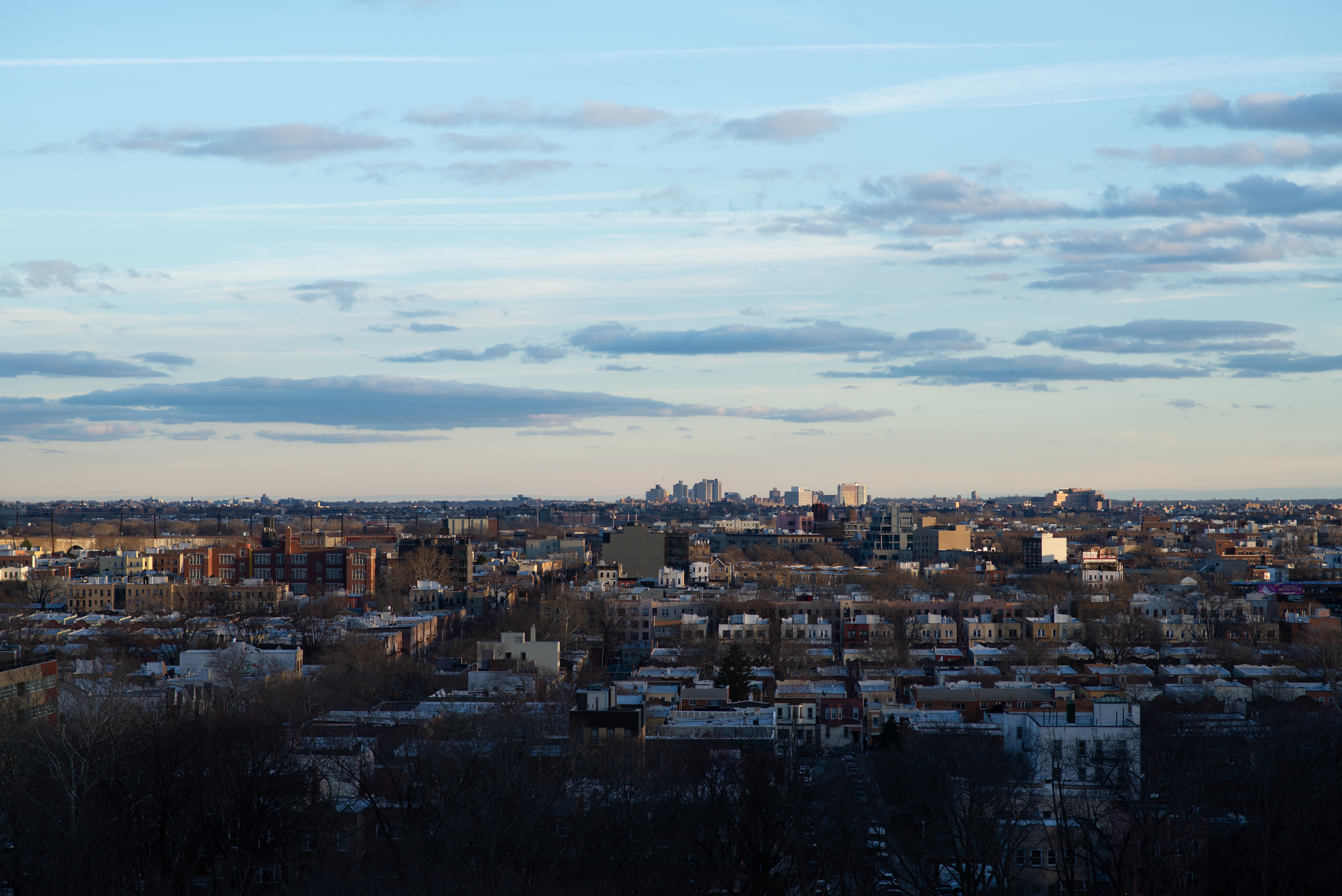
Blick über Astoria von der Robert F. Kennedy Bridge (Triborough Bridge)

Astoria ist ein im äußersten Nordwesten von Queens in New York City gelegener Stadtteil. Er zählt zu den einwohnerreichsten und flächenmäßig größten Vierteln in Queens.
Da die Grenzen zu den Nachbarvierteln offiziell nicht genau definiert sind, beziehen sich die Daten auf die von United States Census 2020 festgelegten Neighborhood Tabulation Areas (NTA). Astoria hatte 2020 inklusive der zugehörigen Viertel Astoria Heights, Steinway, Ditmars und Hallets Point laut US-Census 160.045 Einwohner. Der Stadtteil ist Teil des Queens Community District 1, hat die Postleitzahlen 11101, 11102, 11103, 11105, und 11106 und gehört zum 114. Bezirk des New Yorker Polizeidepartements. Kommunalpolitisch wird Astoria durch den 22. und 26. Bezirk des New York City Council vertreten.

## Lage
Astoria nimmt eine Fläche von 11,07 km² ein und wird im Allgemeinen im Westen und Norden durch den East River, im Osten vom LaGuardia Airport sowie dem Friedhof „St. Michael's Cemetery“ und Jackson Heights, im Süden von Woodside und Sunnyside und im Südwesten von Ravenswood begrenzt. Im East River liegen westlich der Nordteil von Roosevelt Island, nördlich Randalls Island und nordöstlich die Gefängnisinsel Rikers Island.

## Geschichte

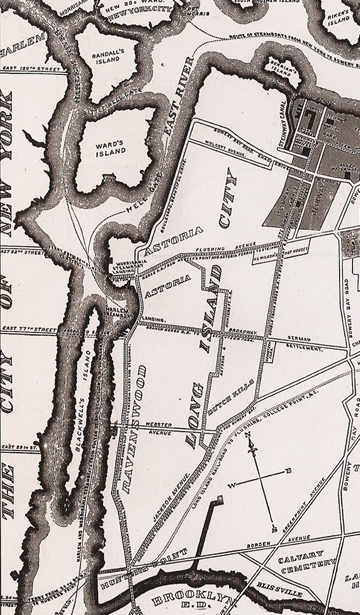
Astoria auf einer von 1896 stammenden Karte von Long Island City

Ursprünglich trug Astoria den Namen „Hallet’s Cove“, dieser stammte vom ersten Landbesitzer William Hallet Sr. ab, der sich hier im Jahr 1659 mit seiner Frau Elizabeth Fones niedergelassen hatte. Erst im 19. Jahrhundert gewann der Stadtteil nach seiner Besiedelung wieder an Bedeutung, als wohlhabende New Yorker große Residenzen an der 12. und der 14. Street errichteten.
Nach der offiziellen Gründung von „Hallet’s Cove“ durch den Fellhändler Steven Halsey im Jahr 1839 entwickelte sich das Dorf mehr und mehr zu einem beliebten Erholungsziel für weitere wohlhabende New Yorker Geschäftsleute.
Nach kurzer Zeit wurde das Dorf in seinen heutigen Namen umbenannt. Dafür wurde der deutschstämmige und damals reichste Mann der Welt, Johann Jakob Astor, als Namensgeber gewählt, da er ein enger Freund von Halsey war. Unter der Bedingung, Astor würde 2000 Dollar in den Aufbau stecken, sollte der Name auf Dauer bestehen. Er investierte zwar nur 500 Dollar, allerdings setzten sich viele seiner Freunde und Unterstützer in einem nachfolgenden Streit um den Namen dafür ein, dass Astoria seinen Namen trotzdem behielt. Astor besaß zum Zeitpunkt der Umbenennung ein Sommerhaus auf Randalls Island und konnte Astoria über das Hell Gate sehen. Trotz der Benennung nach ihm setzte Astor nie in seinem Leben einen Fuß nach Astoria.
In der zweiten Hälfte des 19. Jahrhunderts erlebte Astoria gemeinsam mit den umliegenden Siedlungen einen erneuten Aufschwung. Durch zahlreiche Einwanderer, darunter viele Deutsche, wuchs die Industrie in der Umgebung und einer der deutschen Immigranten, der aus dem Harz stammende Klavierbauer Heinrich Steinweg, gründete im Jahr 1853 in Manhattan das Unternehmen Steinway & Sons, das heute führend in der Klavierherstellung ist. Nach der Gründung des Unternehmens bauten die Steinways eine Sägemühle, eine Gießerei und eine Straßenbahnlinie, um den Produktionsvorgang der Flügel zu beschleunigen. Nachdem das Unternehmen weiter rasant wuchs, entschloss man sich, eine eigene Siedlung nahe Astoria für die Arbeiter der Fabrik zu errichten. Das sogenannte „Steinway Village“ gehörte zum Unternehmen und bot Schulen, die sowohl auf Deutsch als auch auf Englisch unterrichteten.
Im Jahr 1870 wurde Astoria mit mehreren Nachbarsiedlungen, darunter auch Steinway, in der Stadt Long Island City zusammengeschlossen. Im Jahr 1898 erfolgt die Eingemeindung von Long Island City in New York City.
Astoria spielt zudem eine wichtige Rolle in der frühen US-amerikanischen Filmindustrie. Das American Museum of the Moving Image („Museum der bewegten Bilder“) und die Kaufman Astoria Studios, die seit mehr als 85 Jahren von Astoria aus operieren, unterstreichen die Stellung des Stadtteils in der Branche.

## Geografie

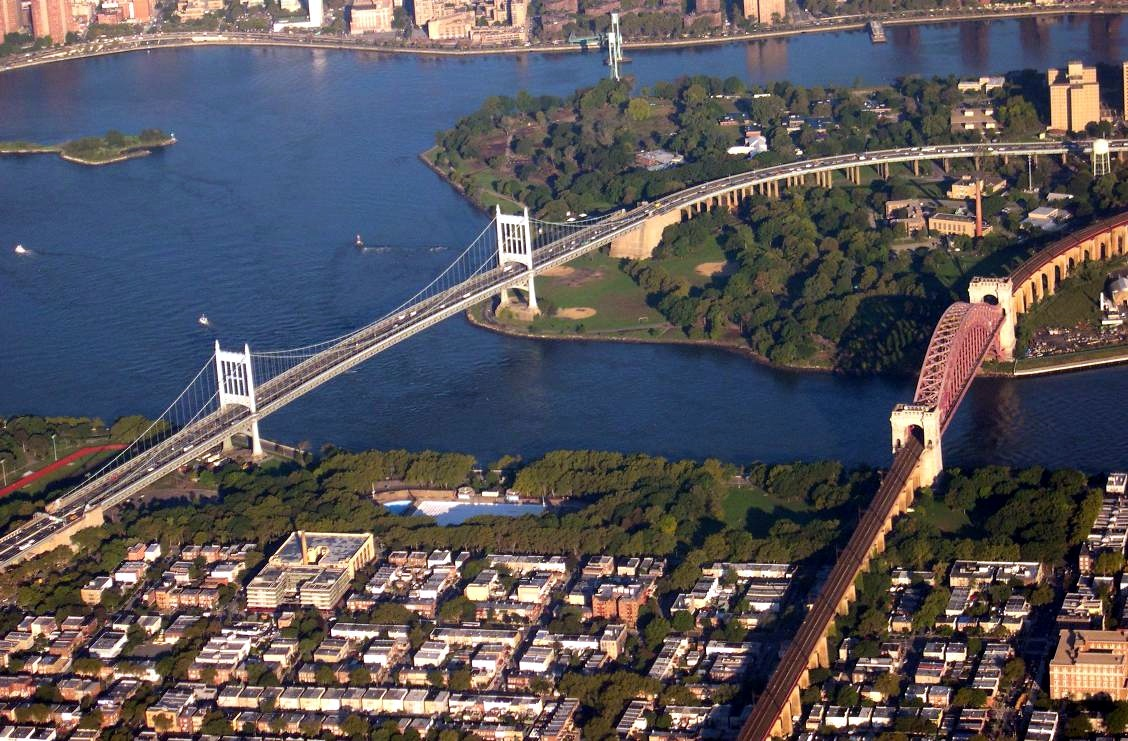
Blick von Astoria auf Randalls Island, vorne ist der Astoria Park zu sehen

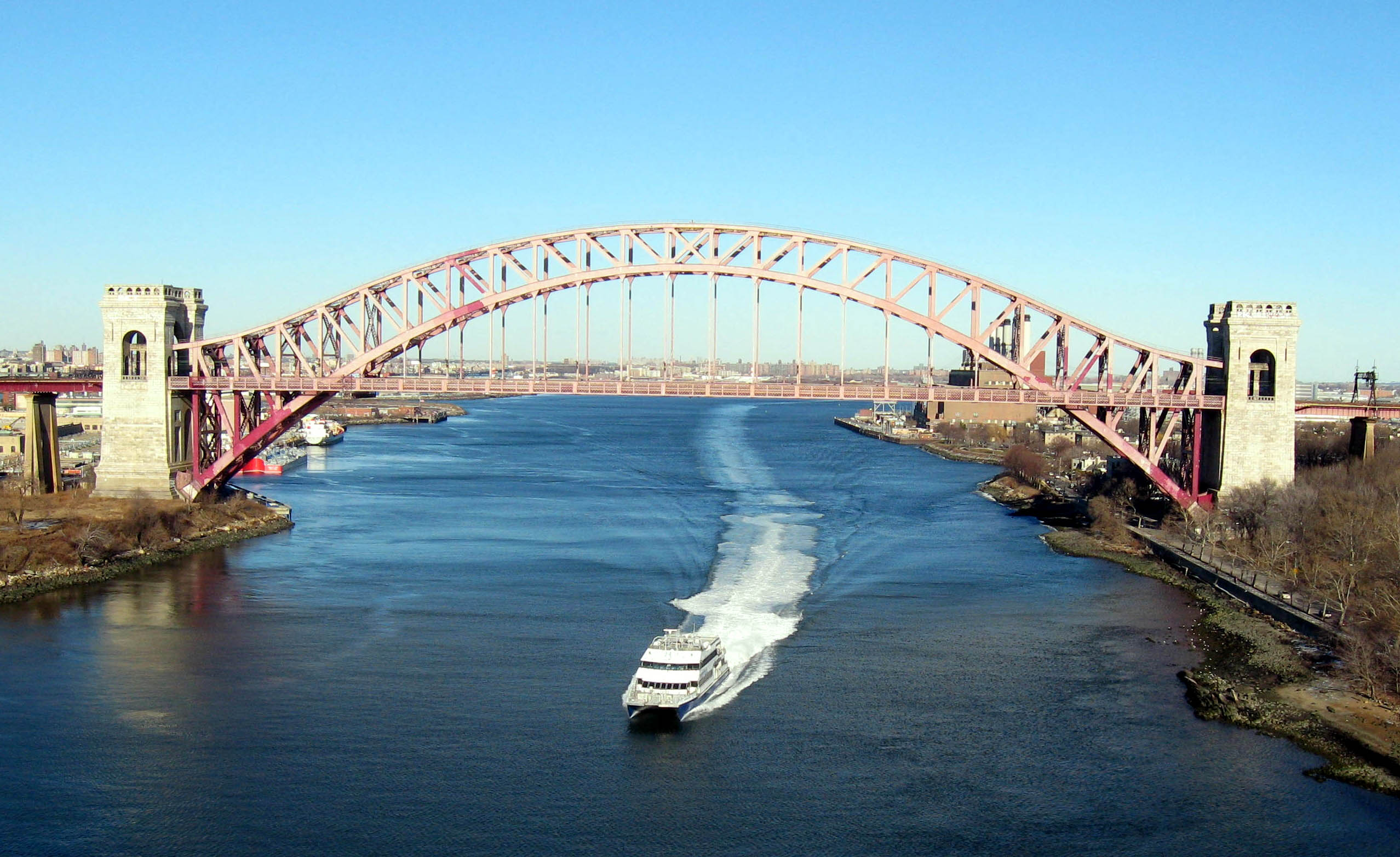
Die Hell Gate Bridge

Zusammen mit Astoria Heights, Queensbridge, Dutch Kills, Long Island City, Ravenswood, Rikers Island (The Bronx) und Steinway bildet Astoria den Queens Community District 1. Wie bereits oben genannt, war der Bezirk vor der Eingliederung nach New York City im Jahre 1898 Teil von Long Island City. Auch wenn dies heute nicht mehr so ist, werden Teile Astorias beim United States Postal Service weiterhin zu „Long Island City“ gezählt. Während der Stadtteil im Westen und Norden unbestritten an den East River grenzt, gibt es Kontroversen um die Lage der Südgrenze zu Ravenswood. Allgemein wird hierbei der Broadway als Grenze angesehen. Die Grenzen des Viertels werden häufig recht grob von Immobilienmaklern „abgeändert“.

### Verkehr

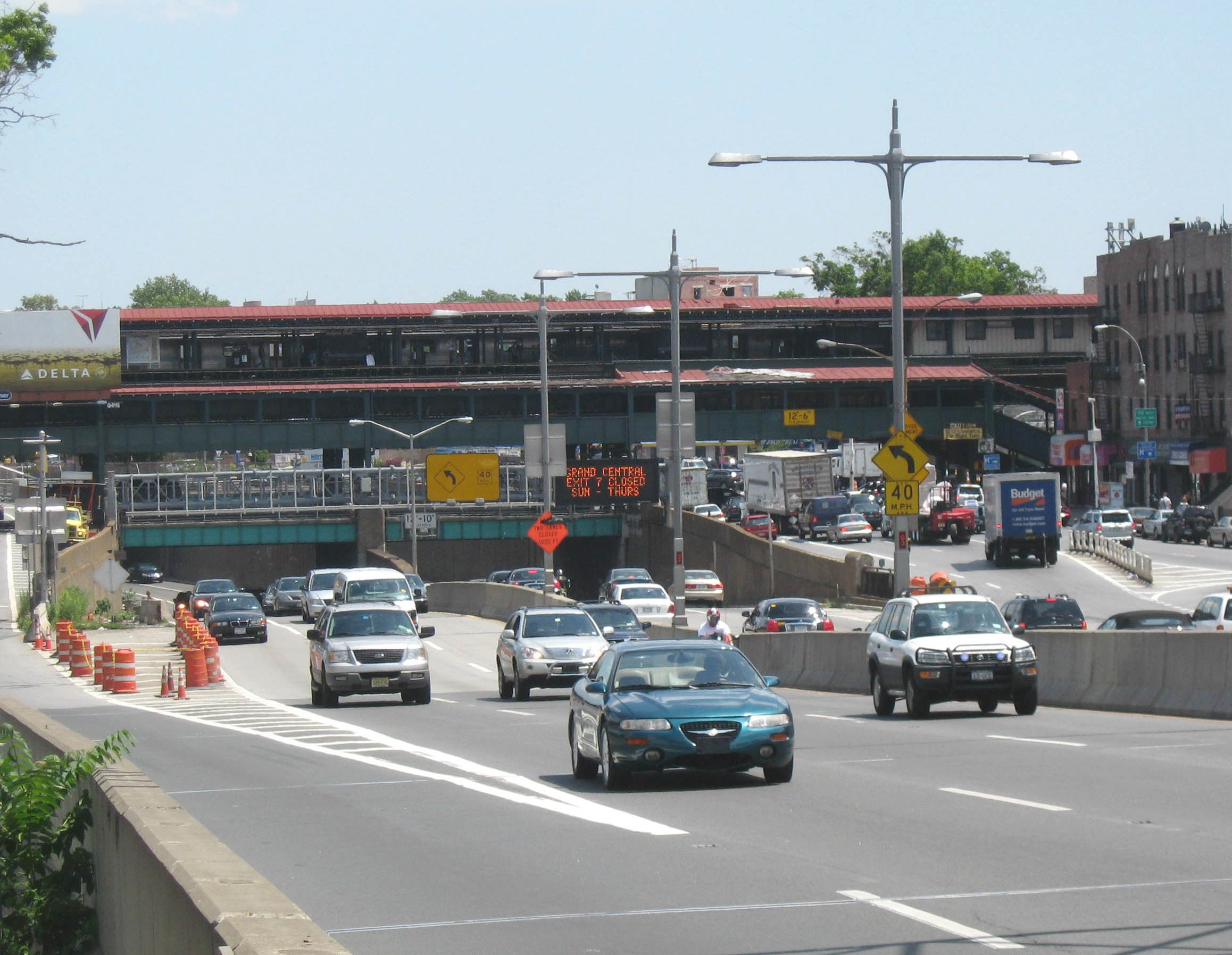
Der Interstate Highway 278 und die Astoria Boulevard Station

Durch den über die Robert F. Kennedy Memorial Bridge (bis 2008: Triborough Bridge) verlaufenden Interstate 278, der auch durch Astoria führt, besitzt der Stadtteil eine gute Verbindung nach Manhattan, in die Bronx und das östliche Long Island. Astoria wird außerdem von der BMT Astoria Line () des New-York-City-Subway-Systems bedient, die nach Manhattan führt.
Der von den Zügen der Amtrak befahrene Northeast Corridor führt durch Astoria, jedoch befindet sich dort kein Halt. Östlich von Astoria liegt der Flughafen New York-LaGuardia.
Astoria wird auf dem Wasserweg seit August 2017 von der Astoria-Route (AST) von NYC Ferry bedient. Der Fähranleger befindet sich am East River nahe dem Vernon Boulevard und dem Viertel „Astoria Houses“.

### Sehenswürdigkeiten
In Astoria befinden sich zahlreiche Sehenswürdigkeiten. Besonders hervorzuheben sind dabei die bereits genannten und seit 1978 im National Register of Historic Places gelisteten Kaufman Astoria Studios, die Hell Gate Bridge und die Fabrik von Steinway & Sons, in der Führungen durch das Werk angeboten werden.
Weitere nennenswerte Plätze im Viertel sind der älteste Biergarten New Yorks, die Bohemian Hall, und der Astoria Park mit seinem riesigen Schwimmbad. Die Greater Astoria Historical Society bietet Führungen zu diesen Sehenswürdigkeiten an.

## Bevölkerung

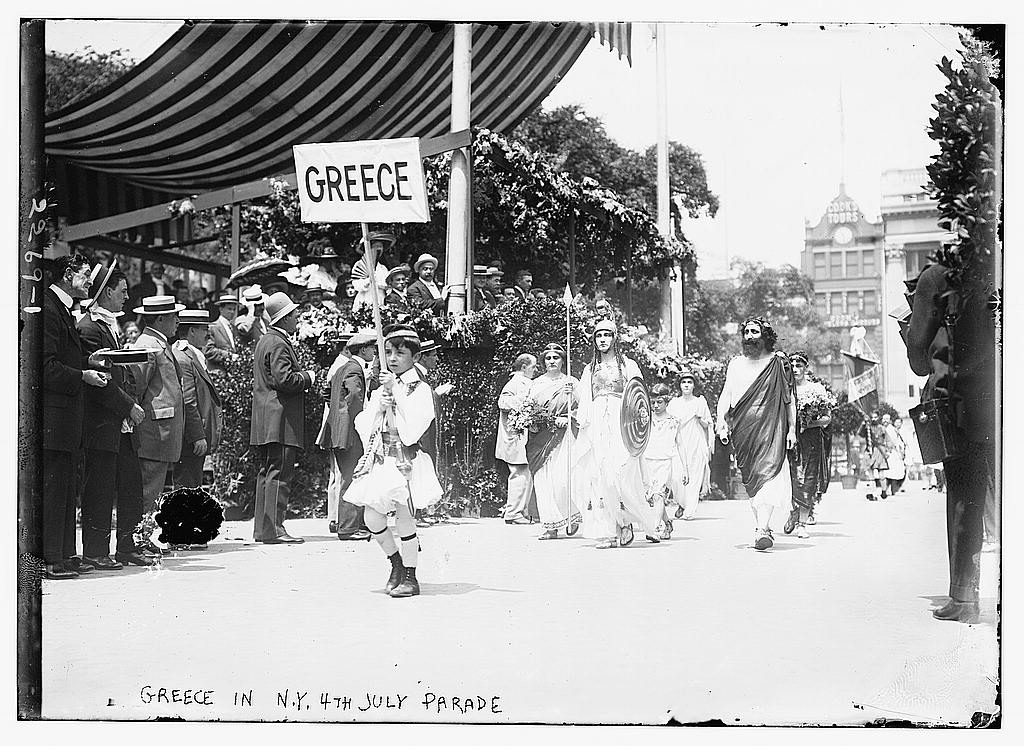
Eine Parade mit Griechen in New York, 1915

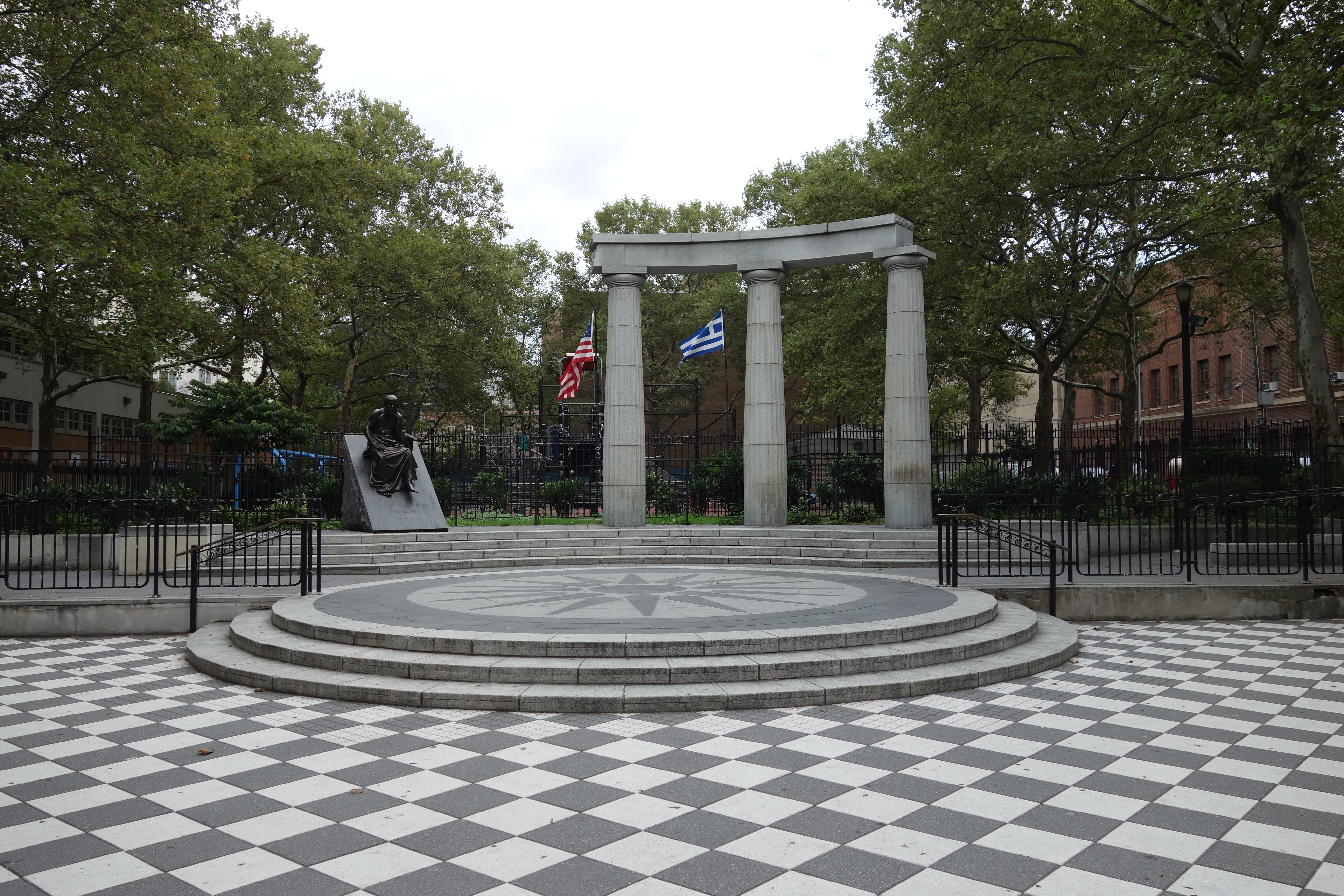
Athens Square Park

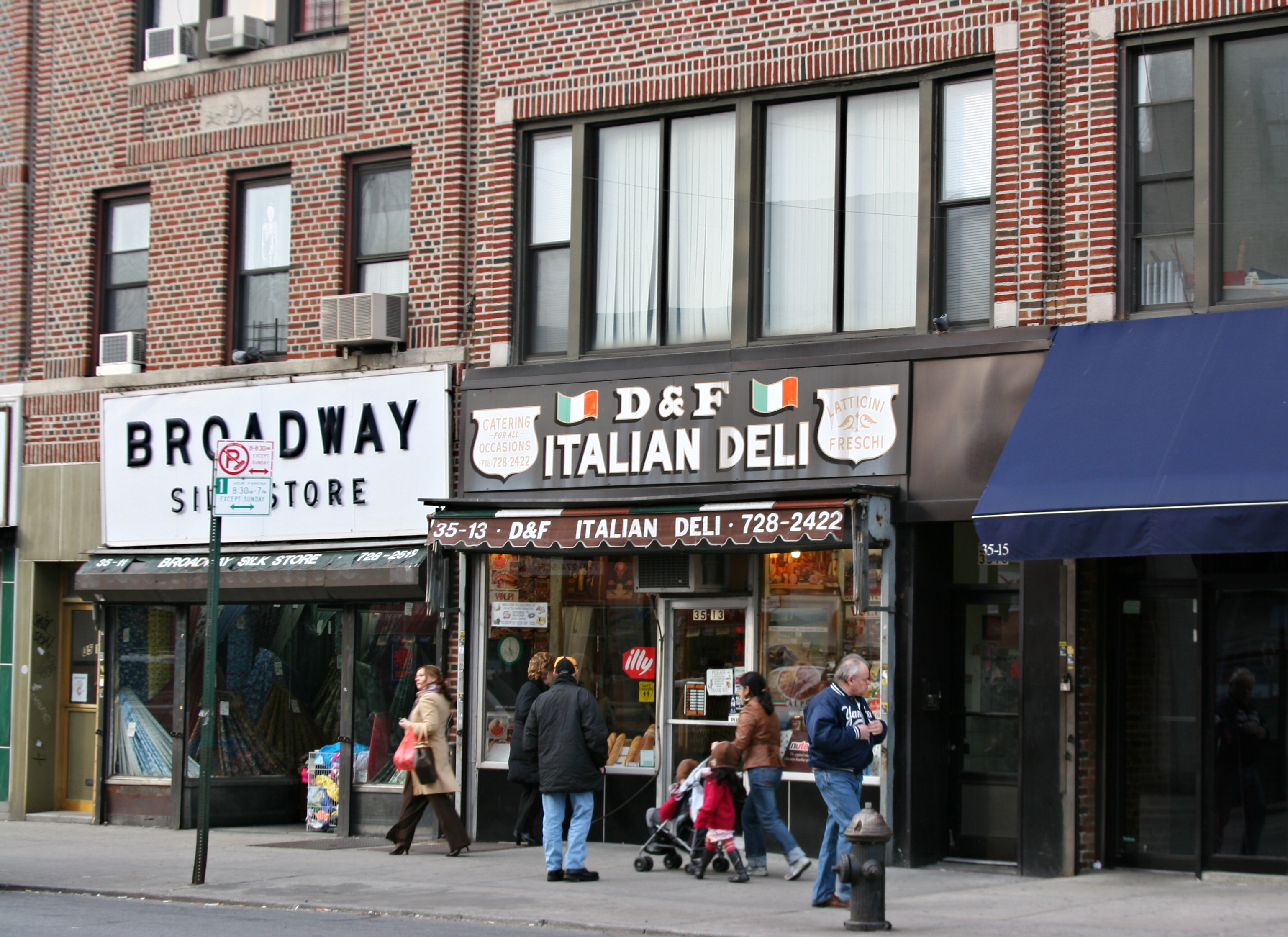
Ein italienischer Laden in Astoria

Im 17. Jahrhundert wurde Astoria zuerst durch Einwanderer aus den Niederlanden und Deutschland besiedelt. Nach der Einwanderungswelle von 1820 bis 1924, in der auch Heinrich Steinweg nach New York übersiedelte, kamen aufgrund der Großen Hungersnot in Irland auch zahlreiche Iren nach New York City, von denen sich viele auch in Astoria niederließen. Neben den Iren stellen die italienischen Einwanderer die größte Gruppe dar. Viele von ihnen eröffneten Restaurants, Bäckereien und Pizzerien, die bis heute das Bild von Astoria prägen.
Zu den Einwanderern dieser beiden Bevölkerungsgruppen kamen bald weitere Immigranten aus Europa. Bereits in den 1920er Jahren wurde in Astoria das Astoria Center of Israel von jüdischen Einwanderern gebaut. Das Gebäude ist seit 2009 im National Register of Historic Places gelistet.
Griechen, vornehmlich vom Peloponnes, emigrierten seit dem 19. Jahrhundert in die USA, Höhepunkt waren die Jahre 1910 bis 1930. Ein bedeutender Teil dieser Emigranten ließ sich in Astoria nieder. Bis in die späten 1970er Jahre waren griechische Tavernen, Restaurants und Lebensmittelgeschäfte im Stadtbild sehr präsent, so dass eine Greektown entstand. Zusätzlich zu den Griechen ließen sich auch griechischsprachige Zyprioten nieder. In den letzten Jahrzehnten ging die Zahl der Griechen im Viertel merklich zurück. Während im Jahr 1980 noch 22.579 Griechen im Viertel lebten, waren es zehn Jahre später, im Jahr 1990, nur noch 18.127 Bewohner griechischen Ursprungs. Dies lässt sich durch die versiegte Einwanderung, eine geringe Geburtenrate und die Abwanderung in andere Stadtteile erklären.
Seit den 1970ern wandern außerdem verstärkt Menschen aus der Arabischen Welt in die USA, und insbesondere nach New York City, aus. Den ersten arabischen Einwanderern aus dem Libanon folgten im Lauf der Jahre Ägypter, Syrer, Jemeniten, Tunesier, Marokkaner und Algerier. Seit den 1990er Jahren wird die Steinway Street überwiegend von arabischen Geschäften dominiert. Seit den 2000er Jahren siedelten sich vermehrt auch Brasilianer und andere Südamerikaner in Astoria an.
Laut Volkszählung von 2020 hatte Astoria 160.045 Einwohner bei einer Einwohnerdichte von 14.458 Einwohnern pro km². Im Stadtteil lebten 82.684 (51,7 %) Weiße, 38.545 (24,1 %) Hispanics und Latinos, 23.125 (14,4 %) Asiaten, 6.583 (4,1 %) Afroamerikaner, 2,539 (1,6 %) aus anderen Ethnien und 6.569 (4,1 %) aus zwei oder mehr Ethnien.

## Populärkultur
Astoria wurde bereits in zahlreichen Filmen und Videospielen als Kulisse für eine oder mehrere Szenen genutzt. Diese Nutzungen sind, ebenso wie andere populäre Zusammenhänge mit dem Viertel, im Folgenden aufgelistet.
- Astoria diente als Hauptdrehort für die im Jahr 1991 entstandene Filmkomödie Geboren in Queens. Einer der Drehbuchautoren, der griechischstämmige Tony Spiridakis, hat Wurzeln in der griechischen Gemeinschaft von Astoria.
- In der TV-Serie Seinfeld ist der Block an der 37th Street zwischen dem Ditmars Boulevard und der 23rd Avenue häufig als Establishing Shot zu sehen, da die Eltern des Charakters George Costanza, der von Jason Alexander gespielt wird, hier wohnen.
- Auch die Serie Cosby wurde in Astoria gedreht. Einige Szenen wurden in den Kaufmann Studios aufgenommen.[15]
- Im Film Joe von 1970 wohnt die von Peter Boyle gespielte Figur in Astoria.
- Die Sitcom All in the Family spielt ebenfalls in Astoria, die Adresse von Archie Bunkers Haus (704 Hauser Street) ist jedoch frei erfunden.
- Die Filme Goodfellas und In den Straßen der Bronx wurden teilweise in Astoria gedreht.
- Die Filmfassung vom Off-Broadway Musical Godspell zeigt mehrere Orte in Astoria, unter anderem einige markante Plätze unter der Hell Gate Bridge.
- Die Komödie Der Sturm (Eine überraschende Komödie) mit John Cassavetes aus dem Jahr 1982 enthält Szenen, die in Cafés an der 23rd Avenue und der 31st Street gedreht wurden.
- Im Film Girls Town von 1996 wird in mehreren Szenen der Astoria Park gezeigt.
- Der Film Hollywood Ending von und mit Woody Allen zeigt Nachbarstadtteile, die nahe an den Kaufman Studios liegen.
- Astoria ist in einer Szene der Komödie Arthur zu sehen. In dieser fährt ein Batmobil die 34th Street und die 34th Avenue entlang.
- Auch im Film King Kong von 1976 kommt Astoria in einer Szene vor. In dieser besteigen zwei Hauptcharaktere die U-Bahn zwischen dem Astoria Boulevard und der 31st Street.
- Der britische Film Zufällig verheiratet von 2008 wurde unter anderem an der 33rd Street und der 23rd Avenue im Viertel gedreht.
- Der Film Kids – In den Straßen New Yorks spielt, wie seine Romanvorlage, in Astoria. Im Film geht es um die Jugend des Regisseurs Dito Montiel, der im Queens der 1980er aufgewachsen ist und viel Leid erleben musste.
- Die griechische Fernsehserie Stous 31 Dromous („Auf der 31st Street“) wurde 2007 in Astoria gefilmt.[16]
- Der Stadtteil „Steinway“ aus dem Videospiel Grand Theft Auto IV basiert auf Astoria.[17] In Steinway steht unter anderem der „Steinway Beer Garden“, eine Kopie der Bohemian Hall, der allerdings einen deutsch-irischen Stil aufweist.[18] Darüber hinaus befindet sich in Steinway der „Steinway Park“, der auf dem Astoria Park basiert.[19]
- Auch im Videospiel Der Pate II ist Astoria als einer der Handlungsorte zu sehen.
- Der Roman Der große Gatsby enthält ebenfalls eine Szene in Astoria. In dieser wird der Hauptcharakter Jay Gatsby von einem Polizisten auf einem Motorrad im Viertel angehalten.
- Sufjan Stevens nahm 2005 einen Großteil seines Albums Illinois in Astoria auf. Dazu nutzte er das „The Buddy Project Recording Studio“ an der 23rd Avenue im Viertel.

## Persönlichkeiten
- George Gibbs (1815–1873), Geologe

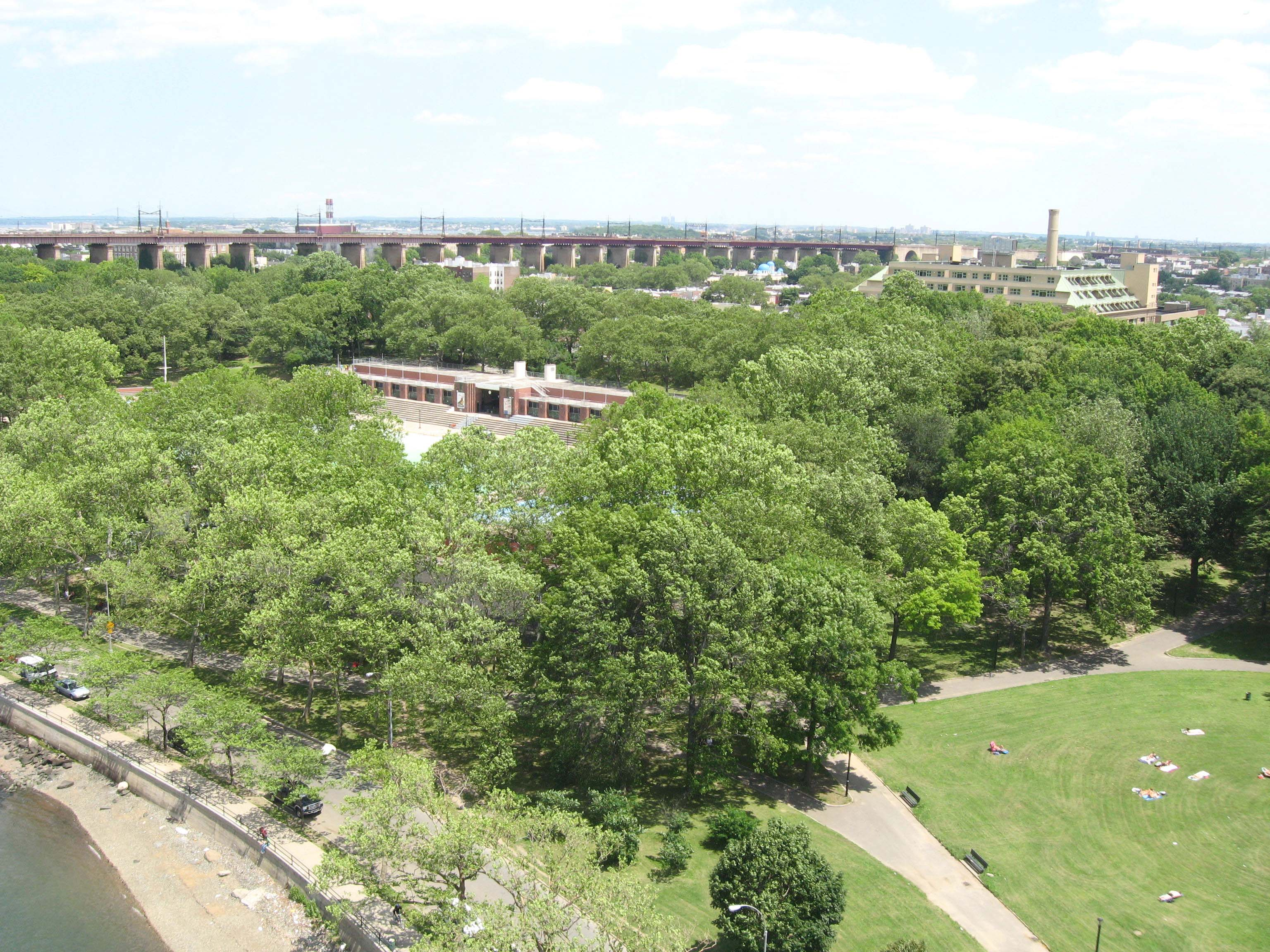
Blick von der Robert F. Kennedy Bridge (Triboro Bridge) auf den Astoria Park Richtung Osten

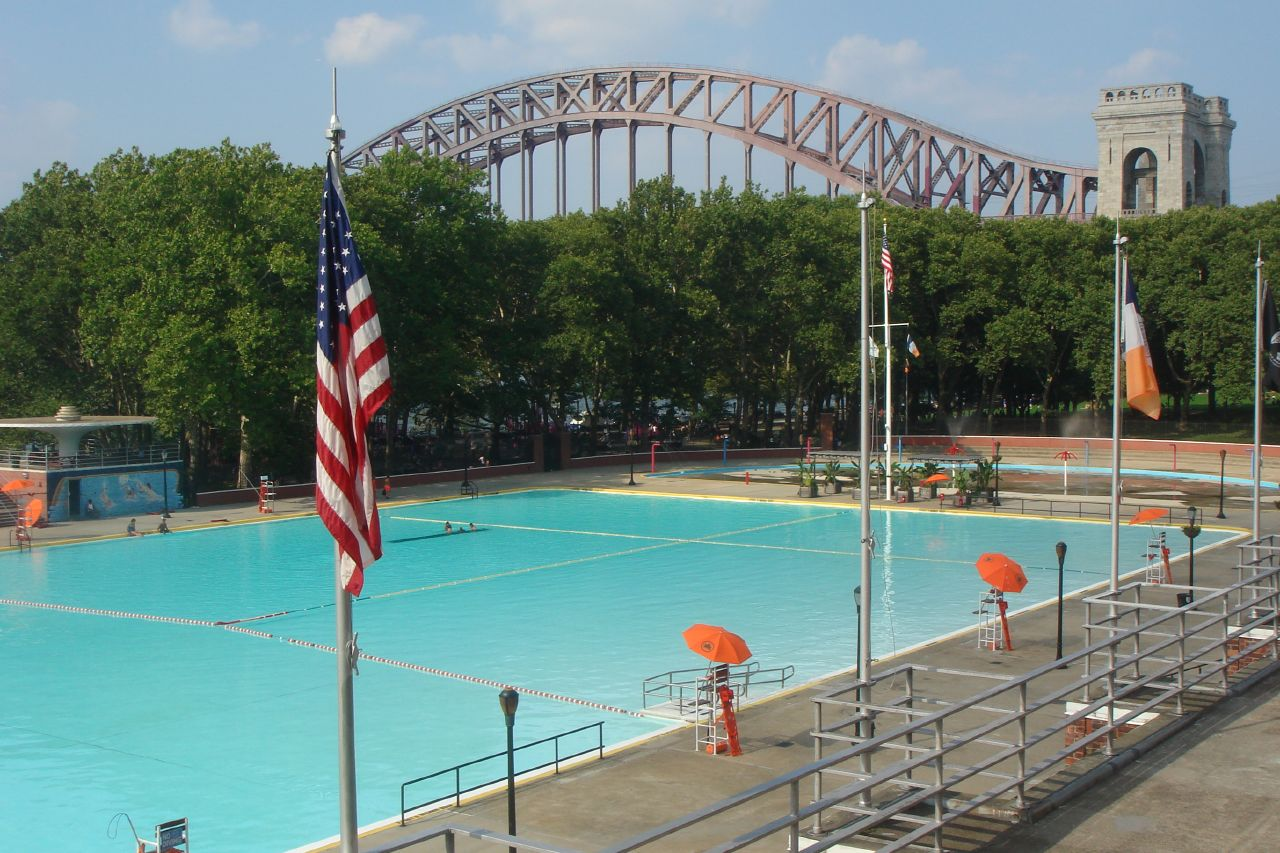
Astoria Park pool und Hell Gate Bridge

- Ed Gardner (1901–1963), Schauspieler, Schriftsteller, Drehbuchautor und Regisseur
- Chester Carlson (1906–1968), Physiker und Patentanwalt, aufgewachsen in Astoria
- Ethel Merman (1908–1984), Schauspielerin und Sängerin
- Hillary Brooke (1914–1999), Schauspielerin
- Eddie Bracken (1915–2002), Schauspieler
- Iris Apfel (1921–2024), Unternehmerin, Innenarchitektin und Modeikone
- Maria Callas (1923–1977), griechische Sopranistin
- Tony Bennett (1926–2023), Jazzsänger und Entertainer
- Franz Schurmann (1926–2010), Historiker[20]
- Whitey Ford (1928–2020), ehemaliger Pitcher der New York Yankees
- George Maharis (1928–2023), Schauspieler und Comedian
- Patrick McGoohan (1928–2009), Schauspieler
- John H. Meier (* 1933), Anleger und ehemaliger Geschäftsmann, in die Watergate-Affäre verwickelt
- Jack Kehoe (1934–2020), US-amerikanischer Schauspieler
- Al Oerter (1936–2007), Diskuswerfer
- Peter H. Reill (1938–2019), Historiker
- Peggy Miley (* 1941), Schauspielerin und Autorin
- Jeffrey Z. Rubin (1941–1995), Friedens- und Verhandlungsforscher
- Christopher Walken (* 1943), Schauspieler
- Francis P. Mulvey (* 1944), Wirtschaftswissenschaftler
- Raymond Chappetto (* 1945), katholischer Weihbischof in Brooklyn
- Luke Halpin (* 1947), Schauspieler
- Melanie (1947–2024), Sängerin und Songwriterin
- George Tsontakis (* 1951), Komponist und Dirigent
- Cyndi Lauper (* 1953), Sängerin
- Dee Snider (* 1955), Sänger der Glam-Metal-Band Twisted Sister
- Jennifer Rush (* 1960), Sängerin
- Eric Metaxas (* 1963), Autor, Redner und Radiomoderator
- Dito Montiel (* 1965), Autor und Musiker
- David Schwimmer (* 1966), Schauspieler und Regisseur
- Ted Alexandro (* 1969), Comedian
- Anthony Giacchino (* 1969), Filmemacher und Produzent
- John Frusciante (* 1970), Musiker, Gitarrist der Red Hot Chili Peppers
- Michael Malone (* 1971), Basketballtrainer
- Chamique Holdsclaw (* 1977), Basketballspielerin
- John Wilson (* 1986), Dokumentarfilmer
- Melanie Martinez (* 1995), Sängerin